# Gunter von Schwarzburg (rycerz zakonu krzyżackiego)
Gunter von Schwarzburg, także Guntherus de Schwarzburch, Swarczburg (ur. ?, zm. 22 stycznia 1311) – komtur grudziądzki w latach 1291-1298, komtur ziemi chełmińskiej w latach 1299-1309.  

## Życiorys
Gunter wywodził się rodu hrabiów Schwarzburg osiadłych w Turyngii.
Był synem Henryka von Schwarzburg-Blankenburga oraz Zofii córki księcia halickiego Daniela Halickiego. Poprzez matkę skoligacony był z rodem Rurykowiczów oraz Piastów. Był starszym bratem Zygharda von Schwarzburga oraz stryjem Guntera von Schwarzburga Młodszego.
Gunter von Schwarzburg wstąpił do zakonu krzyżackiego przed rokiem 1277 i związany był z baliwatem turyngeńskim. Do Prus przybył na początku lat osiemdziesiątych XII wieku. Gunter początkowo nie był związany z żadnym konwentem. Swoją karierę związał z bezpośrednim otoczeniem kolejnych mistrzów krajowych Konrada von Thierberga Młodszego oraz Meinharda von Querfurta. W roku 1291 objął stanowisko komtura Grudziądza, które opuścił w 1298. Następnie objął urząd komtura ziemi chełmińskiej, który pełnił do roku 1309. Przyjmuje się, że Gunter von Schwarzburg zmarł 22 stycznia 1311 roku. 
Gunter von Schwarzburg był jedną z wyróżniających się postaci zakonu krzyżackiego na przełomie XIII i XIV wieku. Wraz z Konradem Sackiem otwarcie występował przeciwko polityce wielkiego mistrza Gotfryda von Hohenlohe wobec prowincji pruskiej. W listopadzie 1308 stanął na czele wyprawy mającej ochronić Gdańsk przed atakiem wojsk brandenburskich. Wojska krzyżackie zdobyły Gdańsk i w nocy z 12 na 13 listopada zgotowały załodze oraz mieszkańcom miasta krwawą rzeź. Opanowanie Gdańska przez wojska krzyżackie było początkiem ekspansji zakonu na ziemie Pomorza Gdańskiego.

## W kulturze
Jest jedną z postaci w pierwszych częściach cyklu pisarki Elżbiety Cherezińskiej „Odrodzone królestwo” obok swojego brata Zygharda.